# Łebcz
Łebcz (kaszub. Łebcz) – wieś kaszubska w Polsce, położona w województwie pomorskim, w powiecie puckim, w gminie Puck, na trasie (nieistniejącej już) linii kolejowej Puck – Krokowa (zachodnia odnoga linii na Mierzeję Helską). Wieś jest siedzibą sołectwa Łebcz w którego skład wchodzą również dzielnice Zele, Dana, Pustki, Kasary i Podgóry. W miejscowości znajduje się fabryka zapiekanek i pizzy firmy Dr. Oetker. W sezonie letnim miejscowość staje się turystycznym zapleczem noclegowym pobliskiego Władysławowa.
Wieś królewska w starostwie puckim w powiecie puckim województwa pomorskiego w II połowie XVI wieku. W latach 1975–1998 miejscowość położona była w województwie gdańskim.
Miejscowość jest siedzibą parafii rzymskokatolickiej, należącej do dekanatu Puck w archidiecezji gdańskiej.
| SIMC    | Nazwa   | Rodzaj    |
| ------- | ------- | --------- |
| 0170512 | Podgóry | część wsi |
| 0170558 | Zele    | część wsi |

We wsi był przystanek kolejowy Łebcz.

## Nazwy
Dawniej Liepcze, kaszub. Łebcz, niem. Löbsch
Inne miejscowości z rdzeniem Łeb: Łeba, Łebieniec, Łebień, Łebno, Łebunia i Łebieńska Huta.

## Historia Łebcza
- pierwsze wzmianki o Łebczu pochodzą z XIII wieku (własność rycerza Gneomara).
- w XIV wieku własność Krzyżakow.
- od 1466 własność królewska na terenie starostwa puckiego.
- od 1772 pod administracją zaboru pruskiego.
- od 1919 ponownie w granicach Polski w powiecie morskim
- w 1992 ustalono nazwy ulic

W Łebczu urodził się profesor Marcin Pliński – rektor Uniwersytetu Gdańskiego.

## Zabytki
- Dwór z XIX wieku, parterowy, kryty dwuspadowym dachem[9].

## Instytucje działające w Łebczu
- Zespół Szkolno-Przedszkolny
- Koło Gospodyń Wiejskich
- Zrzeszenie Kaszubsko–Pomorskie, Oddział Belocki w Łebczu
- Ochotnicza Straż Pożarna
- Ludowy Zespół Sportowy „Wicher Łebcz”